# Giovanni Muzi
Giovanni Alessandro Muzi (* 1. Januar 1772 in Rom; † 30. November 1849 in Spoleto) war ein italienischer römisch-katholischer Geistlicher und Bischof von Città di Castello.

## Leben
Er stammte aus einfachen Verhältnissen und war der Sohn eines Kutschers. Die Priesterweihe empfing er am 20. Dezember 
1794 durch den Kardinalbischof von Sabina, Andrea Corsini. Vom Collegio Romano wurde er am 13. September 1795 zum Doctor theologiae promoviert. Danach war er Lektor für Philosophie und Theologie, zunächst am Seminar von Magliano Sabina, danach am Arciginnasio, der Universität La Sapienza. Im Dezember 1815 trat er als Konsultor der Kongregation für außerordentliche Kirchliche Angelegenheiten in den Dienst der Kurie. Von 1818 bis 1823 war er Uditore des Nuntius in Wien Paolo Leardi.
Zurück in Rom wurde Giovanni Muzi am 16. Mai 1823 zum Titularerzbischof von Philippi ernannt. Die Bischofsweihe spendete ihm am 25. Mai desselben Jahres der Bischof von Ancona e Numana, Giovanni Francesco Kardinal Falzacappa; Mitkonsekratoren waren Erzbischof Carlo Zen und Bischof Gregorio Muccioli. Am 28. Juni 1823 wurde er als Apostolischer Visitator nach Chile entsandt, dabei begleiteten ihn der junge Kanoniker Giovanni Mastai Ferretti, der später als Pius IX. Papst werden sollte, und der Priester Giuseppe Sallusti. Nach seiner Rückkehr wurde Giovanni Muzi auf den Bischofssitz von Città di Castello transferiert.
Er starb 1849 in Spoleto nach einem 24 Jahre währenden Episkopat.

## Veröffentlichungen
- Memorie ecclesiastiche e civili della diocesi di Città di Castello, con dissertazione preliminare sull’antichità ed antiche denominazioni di detta città. 7 Bde., Città di Castello 1842–1844.